# キャメロン湖 (オンタリオ州)

カワーサレイクス内のキャメロン湖の位置

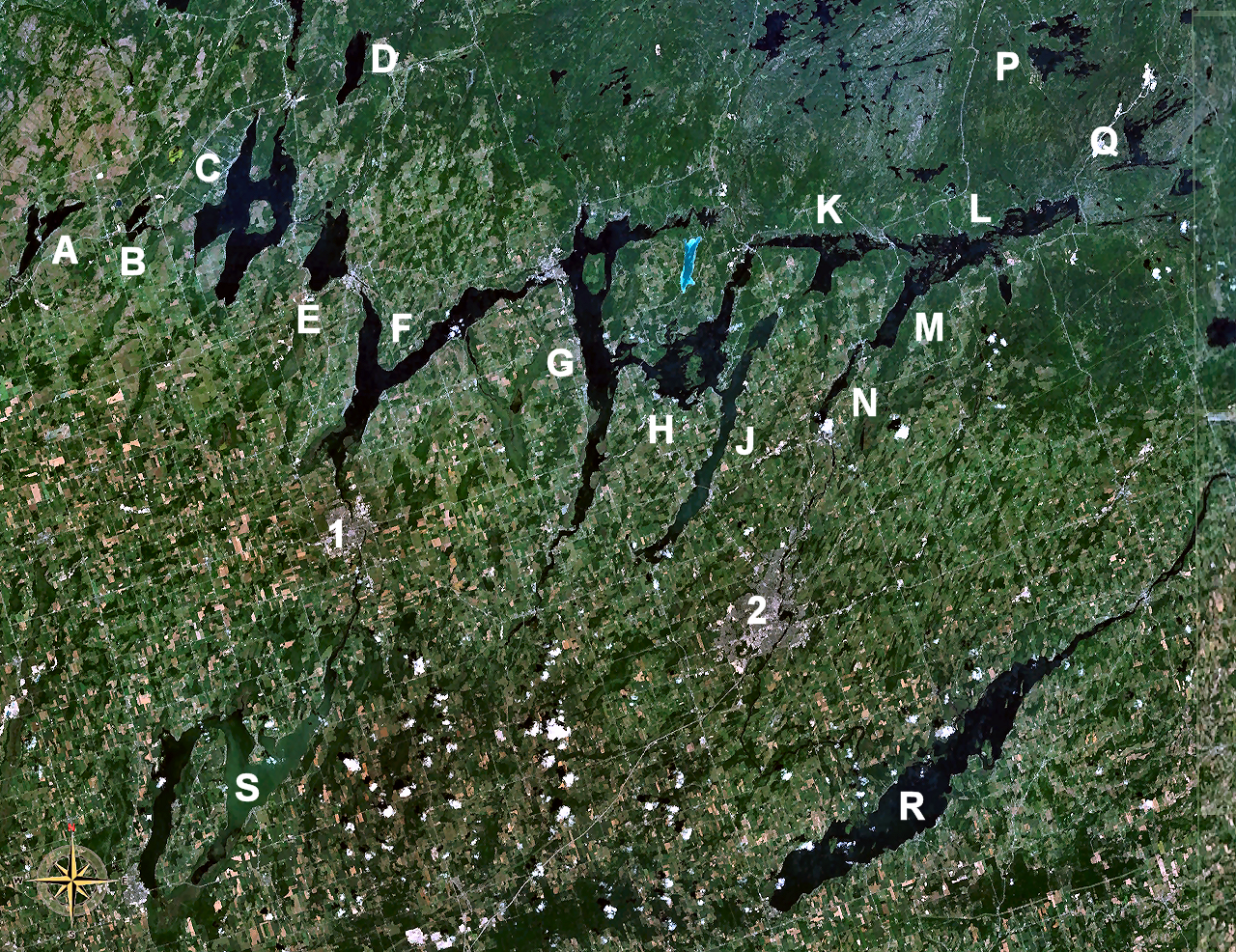
カワーサ湖群、Eがキャメロン湖

キャメロン湖 (Cameron Lake) はカナダのオンタリオ州カワーサレイクスにある湖。カワーサ湖群の湖のひとつ。
長さ6.7km、幅3.5kmで水深は15mに達する。標高255m。
キャメロン湖はトレント・セバーン水路の一部である。キャメロン湖の東、下流のスタージョン湖との間にはフェネロンフォールズの町があり、二つの湖の間のフェネロン川には閘門34がある。西はローズデール川や運河でバルサム湖と繋がっており、ローズデールに閘門35がある。
流入河川には北から流れ込むバーント川がある。